# Scopula perfumosa
Scopula perfumosa är en fjärilsart som beskrevs av W. Warren 1904. Scopula perfumosa ingår i släktet Scopula och familjen mätare. Inga underarter finns listade.